# 孔昭同 (1880年)
孔昭同（1880年—1940年11月11日），字從吾。山東滕縣界河鎮西柳泉莊人，
。曾在北洋軍孫傳芳部任營、團、旅、師長等職。

## 生平
自幼勤奮好學，18歲即考中秀才，1908年入江北陸軍學校就讀。1913年至北洋軍孫傳芳部任營、團、旅、師長等職。1925年周蔭人派中央29混成旅旅長孔昭同兼任興泉永警備總司令，駐守泉州，指揮興泉永三屬的軍隊，之後北伐軍入閩，孫傳芳欲調興泉永鎮守使兼第九旅旅長孔昭同率帶所部隊伍，赴閩北防守，孔拒絕北上，與陳季良聯繫表達離去之意，陳即派人護送孔昭同到滬。
1938年1月底建立魯南南民眾抗日自衛軍，楊士元任司令，孔任副司令，3月10日孔的大兒子孔憲堯正在滕縣宣傳抗日時，遭日軍空襲身亡，孔昭同的三兒子孔憲綱，也在同時遇難。同年夏接受第十集團軍的番號，任國民革命軍第十集團軍第一縱隊游擊司令，之後孔昭同第二旅旅長董堯卿毅然脫離第十集團軍，率部參加八路軍。
1940年4月朱德電委孔昭同任一一五師曲、滕、嶧、費、泗五縣游擊司令，同年11月在鄒東（今平邑縣境）休整待命時，因積勞成疾病情十分嚴重，11月11日在一一五師衛生部醫院逝世。留下遺囑：
|  | 吾自抗戰以來，將近三載，意欲上盡國忠，下報家仇，以完成偉大之事業，不意吾身染不治之病，危在旦夕，使我未成之業，中途而止，實乃吾終身之憾事也。犬子憲紹，年幼無知，恐亦難繼承吾志，惟望各位和衷共濟，協同殺敵，吾在九泉亦瞑目矣。 |

## 紀念
2015年8月24日，被列入民政部公布的第二批600名著名抗日英烈和英雄群體名錄。
孔昭同去世後，《大眾日報》編輯張欣潮以極大的熱情積極報導孔的平生。《抗戰軍人》專刊集中報導其事蹟，有《魯南抗戰老人孔昭同司令傳略》。